# San Miguel Chongos
San Miguel Chongos är en ort i Mexiko.   Den ligger i kommunen San Carlos Yautepec och delstaten Oaxaca, i den sydöstra delen av landet, 500 km sydost om huvudstaden Mexico City. San Miguel Chongos ligger 476 meter över havet och antalet invånare är 471.
Terrängen runt San Miguel Chongos är kuperad, och sluttar söderut. Runt San Miguel Chongos är det glesbefolkat, med 10 invånare per kvadratkilometer. Närmaste större samhälle är Santa María Xadani, 13,0 km sydväst om San Miguel Chongos. I omgivningarna runt San Miguel Chongos växer huvudsakligen savannskog.